# Rauda, Thüringen
Rauda är en kommun i Saale-Holzland-Kreis i förbundslandet Thüringen i Tyskland.
Kommunen ingår i förvaltningsgemenskapen Heideland-Elstertal-Schkölen tillsammans med kommunerna Crossen an der Elster, Hartmannsdorf, Heideland, Silbitz, Walpernhain och Schkölen.